# Malacoscylus fulveolus
Malacoscylus fulveolus là một loài bọ cánh cứng trong họ Cerambycidae.